# Ronov (Ralská pahorkatina)
Ronov (552 metrů, německy Ronberg) je výrazný čedičový vrch kuželovitého tvaru na západním okraji Ralské pahorkatiny. Nachází se asi jedenáct kilometrů jihozápadně od České Lípy mezi Blíževedly, Kravaři a Stvolínkami.
Ubočí a vrchol kopce jsou chráněny jako stejnojmenná přírodní památka s kamennými moři a suťovými lesy. Na vrcholu stojí zřícenina hradu Ronov.

## Přírodní poměry
Z geologického hlediska Ronov představuje přívodní sopouch čedičové horniny nefelinického bazanitu, vypreparovaný zvětráváním z okolních hornin. Na příkrých srázech kopce se místy objevují plošně rozsáhlé suťové proudy prorostlé javořinou, většinou jsou však svahy pokryty dubohabrovým lesem.
V geomorfologickém členění Česka je vrch součástí Ralské pahorkatiny, podcelku Dokeská pahorkatina a okrsku Polomené hory.
Na vrchu roste početná populace lilie zlatohlavé (Lilium martagon) a vzácný keř skalník celokrajný (Cotoneaster integerrimus). Ze vzácnějších druhů živočichů se na kopci vyskytují střevlík Leistus montanus, žížala Allobophorael nebo užovka hladká (Coronella austriaca).

## Ochrana přírody
Přírodní památku Ronov vyhlásila Správa CHKO Kokořínsko dne 8. května 1995. Chráněné území je součástí chráněné krajinné oblasti Kokořínsko – Máchův kraj a nachází se na území evropsky významné lokality Ronov – Vlhošť. Rozloha přírodní památky je 8,97 hektaru a nachází se v nadmořské výšce 440–552 metrů.

## Přístup
Na vrchol vede odbočka z červeně značené turistické trasy ze Stvolínek do Blíževedel. Východní stranu kopce navíc obtáčí zeleně značená trasa z Kravař k osadě Stranné u Blíževedel. Nejbližší železniční zastávkou, vzdálenou od úpatí asi 1,2 kilometru, jsou Kravaře na železniční trati Lovosice – Česká Lípa.

## Fotogalerie

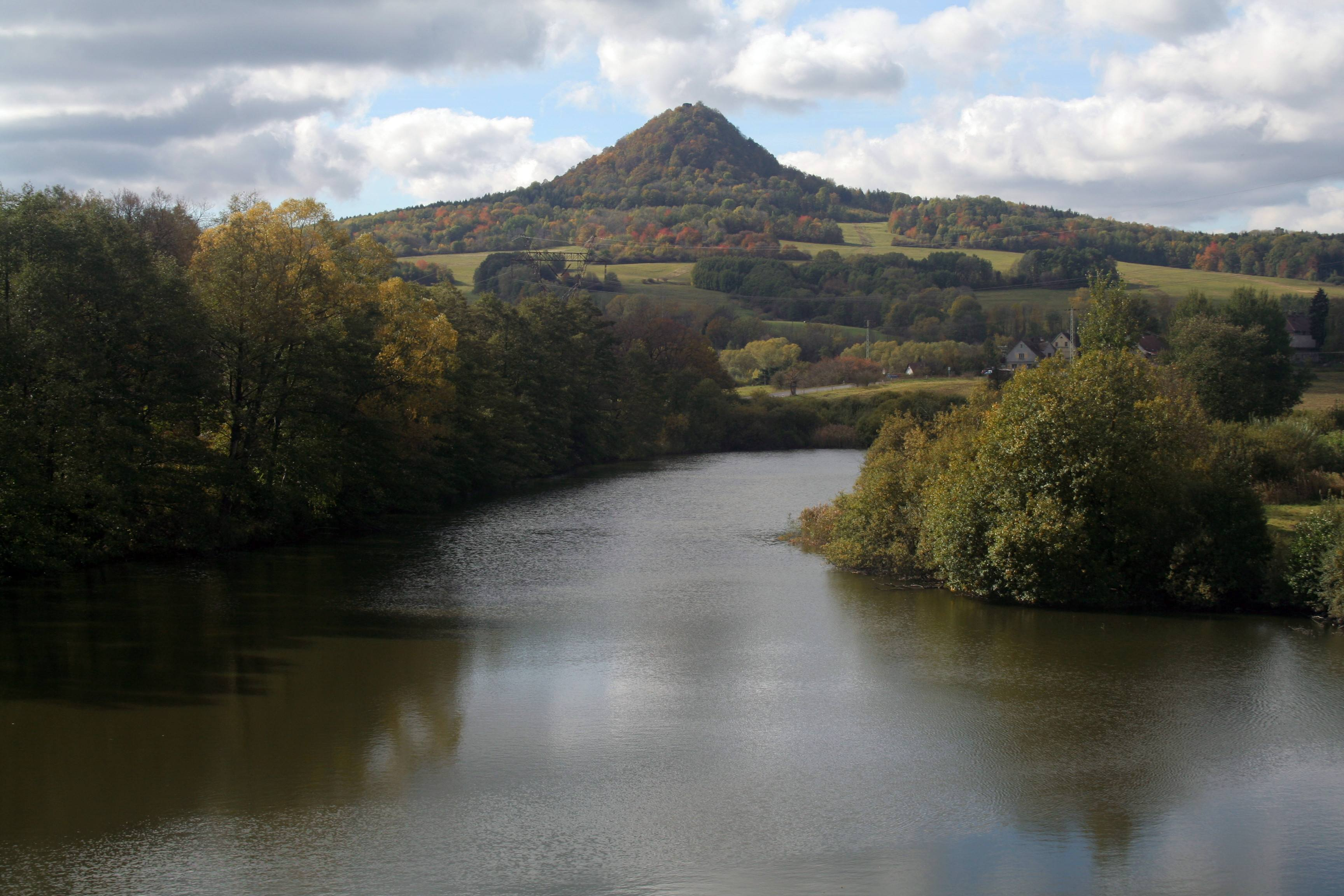
Ronov
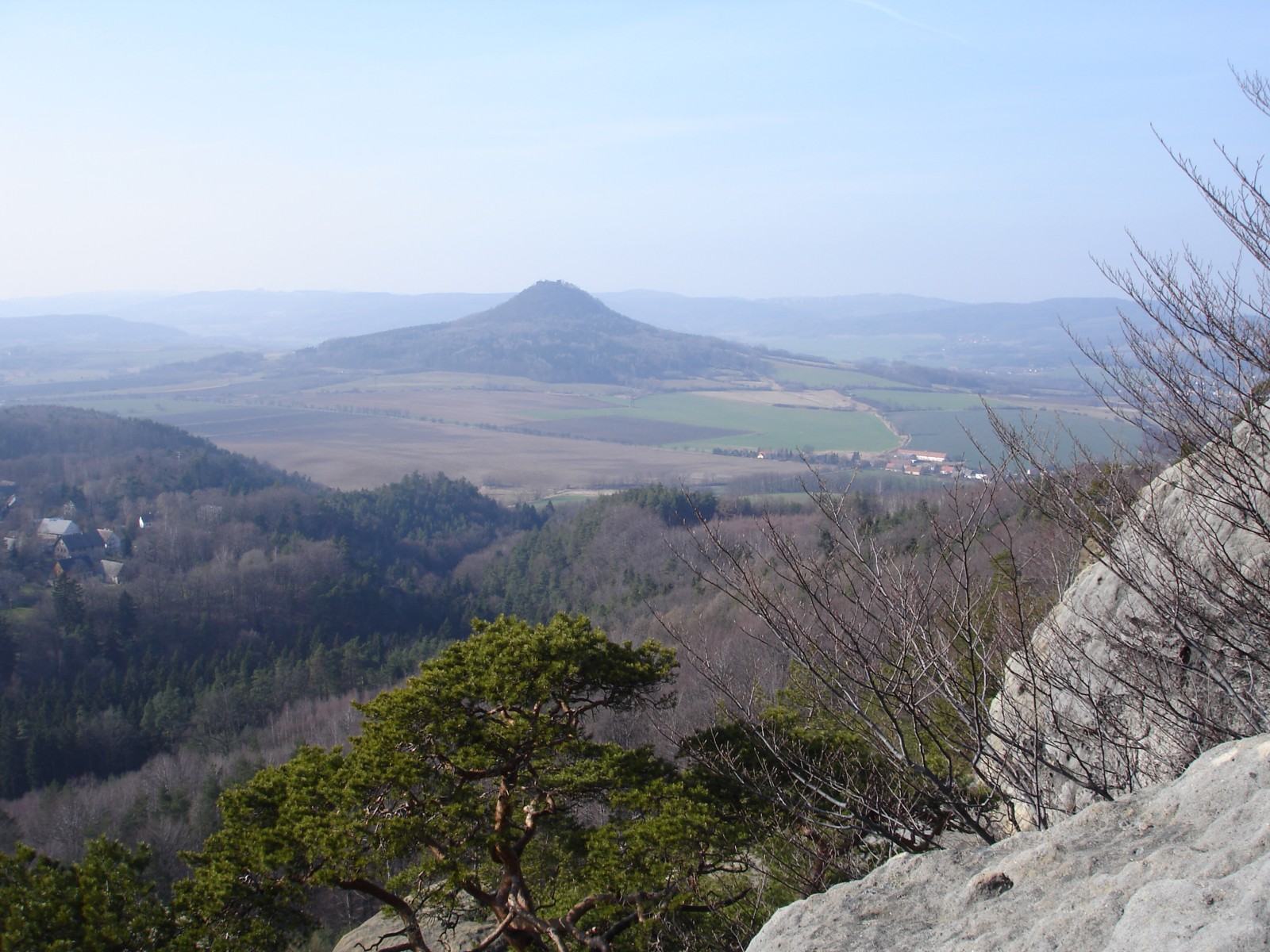
Ronov z Vlhoště